# Emma Brobeck
Emma Brobeck (ur. 5 kwietnia 1994) – szwedzka zapaśniczka walcząca w stylu wolnym. 
Zajęła dwunaste miejsce na mistrzostwach Europy w 2017. Ósma w Pucharze Świata w 2017 roku.